# Race of Champions 2010
Race of Champions 2010 var den 23:e upplagan av bilsportfestivalen Race of Champions, och ägde rum mellan 26 och 27 november. Det var första gången som tävlingarna kördes på Esprit Arena i Düsseldorf.

## Förare
| Team             | Förare             |
| ---------------- | ------------------ |
| Team Germany     | Michael Schumacher |
| Team Germany     | Sebastian Vettel   |
| Team France      | Alain Prost        |
| Team France      | Sébastien Loeb     |
| Team Scandinavia | Tom Kristensen     |
| Team Scandinavia | ej bekräftad       |
| Team GB          | Andy Priaulx       |
| Team GB          | Jason Plato        |
| Team USA         | Travis Pastrana    |
| Team USA         | Carl Edwards       |
| Team Portugal    | Filipe Albuquerque |
| Team Portugal    | Álvaro Parente     |
| Team Australia   | Michael Doohan     |
| Team Australia   | ej bekräftad       |
| Team Benelux     | omröstning pågår   |
| Team Benelux     | omröstning pågår   |
| Team Finland     | Heikki Kovalainen  |
| Team Finland     | ej bekräftad       |